# Nesrin Şamdereli

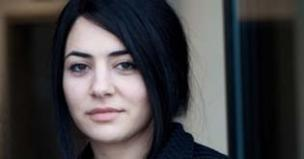
Foto, 2011

Nesrin Şamdereli (Dormund, 1979) es una guionista y directora turco-alemana de origen zaza.
Es hermana de la actriz Yasemin Şamdereli y está casada con el actor Tristan Seith.

## Filmografía
- Almanya: Bienvenido a Alemania (2011)
- Türkisch für Anfänger (2006)
- Delicious (2004)
- Sextasy (2004)
- Alles getürkt (2002)
- Kısmet (2000)